# Chimarra bicornis
Chimarra bicornis (лат.) — вид мелких ручейников рода Chimarra из семейства приречные ручейники (Philopotamidae). Эндемики Океании. Этимология видового названия Ch. bicornis — от латинского слова Bicornis, или «двурогий, двузубый» (парные изогнутые, дорсальные отростки боковых лопастей на сегменте X).

## Распространение
Остров Новая Гвинея, Папуа — Новая Гвинея (провинция Моробе), Wau, Big Wau Creek, 1300 м, около 7° 20' ю. ш., 146° 43' в. д.

## Описание
Ручейники мелких размеров. Длина переднего крыла 5,9 мм. Общий цвет тела и крыльев коричневый. Chimarra bicornis похож на C. ulmeri, но отличается от всех других новогвинейских видов Chimarra наличием пары склеротизированных, изогнутых дорсальных и вентральных ветвей боковых лопастей на десятом сегменте (X). У вида C. ulmeri вершины дорсальной или верхней ветви боковых лопастей направлены дорсально или постеродорсально, тогда как у C. bicornis они направлены дорсо-латерально. Существует также вид из северной Австралии с аналогичной парой изогнутых мезальных отростков на сегменте X — C. adaluma). Самки неизвестны.  Формулы шпор 1, 4, 4; вторая анальная жилка задних крыльев сливается с первой анальной жилкой, образуя замкнутую ячейку. Вид был впервые был описан в 2020 году в ходе ревизии, проведённой австралийским энтомологом Дэвидом Картрайтом (D. I. Cartwright; Wandana Heights, Виктория, Австралия).